# IMINT
IMINT (sigla para imagery intelligence) é o termo usado, principalmente em inglês, para descrever a inteligência, no sentido de informações, como em serviço de inteligência (ou serviço de informações), obtida através da obtenção de imagens, como por meio de satélites e aeronaves como o U-2 e o SR-71.
Como doutrina para obtenção de inteligência, depende de um sistema de arquivamento e processamento de imagens e dados robusto. Sendo complementada por outros de meios de obtenção de inteligência.

## Aeronaves
Vários tipos de aeronaves foram utilizados desde o último século para o proposito de reconhecimento aéreo, variando entre altitude e velocidade. Os mais proeminentes sendo o Lockheed U-2 e o Lockheed SR-71 Blackbird (aposentado em 1998). A vantagem dos aviões de reconhecimento é que os mesmos são capazes de obter imagens com maior qualidade que os satélites pela maior proximidade com o solo e poderem chegar ao seu local alvo mais rápido, consequentemente sendo mais rápido para obter a inteligência. Em contrapartida, são passíveis de interceptação por outras aeronaves e misseis, como quando um Lockheed U-2 dos Estados Unidos foi abatido pela União Sovietica, no que ficou conhecido como o Incidente com avião U-2 em 1960.
Com o avanço da tecnologia foram desenvolvidos veículos aéreos não tripulados, popularmente conhecidos como drones. Sendo seu maior diferencial não ariscar a vida de pilotos humanos e dependendo do modelo o seu tamanho e custo reduzido.